# Mina (New York)
Mina è un comune degli Stati Uniti d'America, situato nello Stato di New York, nella contea di Chautauqua.

## Storia
L'area fu area colonizzata intorno al 1815 da Alexander Findley (1759-1832), che vi costruì i primi mulini. La cittadina di Mina venne formata nel 1824 da una divisione della cittadina di Clymer. Nel 1832, con una parte del paese venne creato l'abitato di Sherman.
Nel 1915 la popolazione di Mina contava 1 021 abitanti.